# Impressions Rhapsodiques
Impressions Rhapsodiques (De Markerwaard - IJsselmeer Impressies) is een compositie voor fanfare van de Nederlandse componist Kees Vlak. Dit werk werd geschreven voor de officiële opening van het nieuwe cultureel centrum van de gemeente Marken. 